# Старі Решоти
Старі Решо́ти (рос. Старые Решёты) — присілок у складі Первоуральського міського округу Свердловської області.
Населення — 312 осіб (2010, 538 у 2002).
Національний склад станом на 2002 рік: росіяни — 94 %.